# Herzogenrath (stacja kolejowa)
Herzogenrath (niem: Bahnhof Herzogenrath) – stacja kolejowa w Herzogenrath, w regionie Nadrenia Północna-Westfalia, w Niemczech. Znajduje się na linii Akwizgran – Mönchengladbach. Stacji kolejowa Herzogenrath jest punktem wyjścia dla linii do Sittard przez Heerlen i Landgraaf i do Stolberg, z których obie są obsługiwane przez Euregiobahn. Leży w strefie taryfowej Aachener Verkehrsverbund i obsługuje kilka linii autobusowych oraz parking Parkuj i Jedź.
Według klasyfikacji Deutsche Bahn dworzec posiada kategorię 3.

## Historia
W 1852 Herzogenrath było podłączenie do linii kolejowej Akwizgran-Mönchengladbach. Rok po istnieniu stacji otwarto budynek dworca. W 1857 utworzono bocznicę do Grube Anna w sąsiednim Alsdorf, w 1890 roku, nowo wybudowany tor, przez Alsdorf do Stolberg i 1892 brane do holenderskiego Heerlen zostały otwarte. W latach 1890–1950  w Herzogenrath istniała lokomotywownia.
W grudniu 2004 roku została ponownie otwarta trasa do Stolbergu z  przystankami Herzogenrath-Alt-Merkstein i Herzogenrath-August-Schmidt-Platz i w grudniu 2005 rozbudowano linię do Alsdorf-Annapark. Od 2007 do 2008 roku przebudowano perony do wysokości 76 centymetrów, co znacznie skraca długość użytkową. Dodatkowo, stacja została przebudowana dla potrzeb osób niepełnosprawnych. Od zmiany rozkładu jazdy w dniu 13 grudnia 2009 roku, stacja kolejowa Herzogenrath obsługuje niektóre pociągi dalekobieżne na trasach z Akwizgranu do Berlina i Lipska.

## Linie kolejowe
- Akwizgran – Mönchengladbach
- Stolberg – Herzogenrath
- Sittard – Herzogenrath